# Parallelia apicalis
Parallelia apicalis är en fjärilsart som beskrevs av Achille Guenée 1852. Parallelia apicalis ingår i släktet Parallelia och familjen nattflyn. Inga underarter finns listade i Catalogue of Life.